# Kirche am Wege

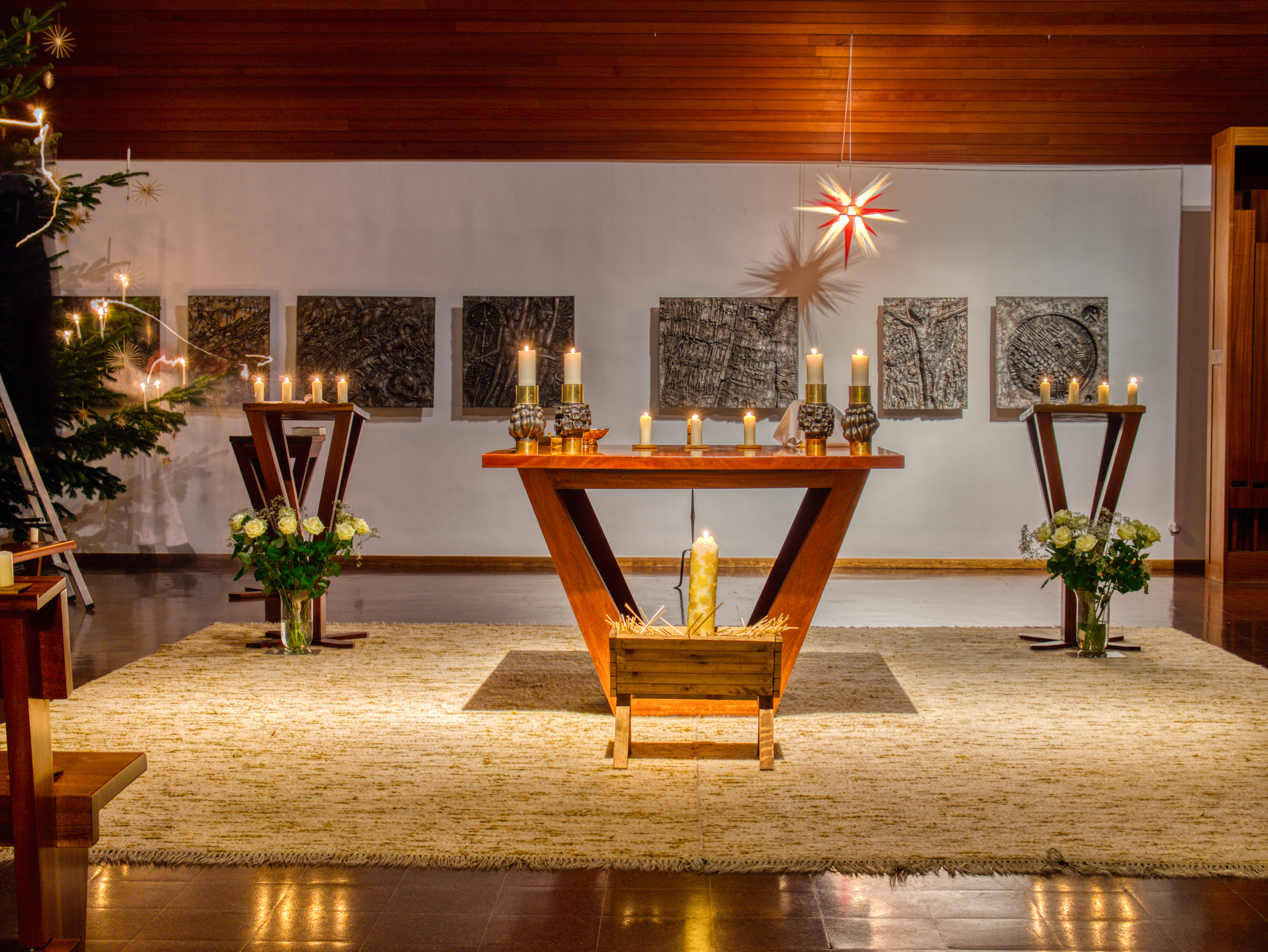
Innenraum mit Hetzendorfer Genesis im Hintergrund

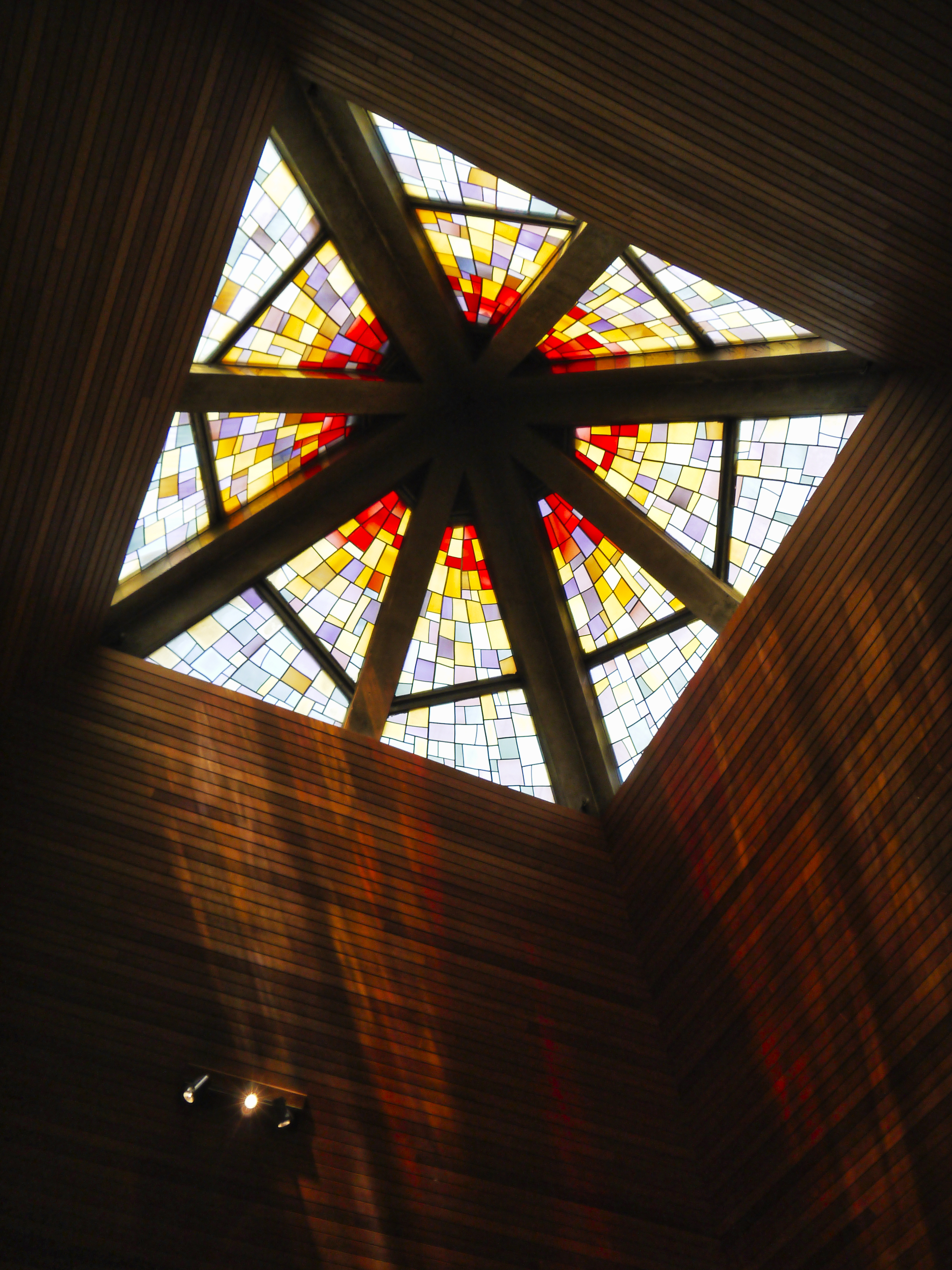
Dachpyramide der Kirche am Wege

Die Kirche am Wege ist eine evangelische Pfarrkirche A. B. Wien-Hetzendorf im 12. Wiener Gemeindebezirk Meidling.

## Geschichte
Das Gebiet der südlichen Meidlinger Bezirksteile Altmannsdorf und Hetzendorf gehörte ursprünglich zur Pfarrgemeinde Gumpendorf in der Gustav-Adolf-Kirche. 1925 wurde ein Verein für die Evangelischen der beiden Orte mit dem Ziel gegründet, eine eigene Predigtstation zu unterhalten. 1925–1937 wurde dafür der Festsaal im Schloss Hetzendorf genutzt, 1938–1951 ein umgebauter ehemaliger Pferdestall und seit 1951 eine umgebaute Garage im Schloss. Die Predigtstation wurde 1964 zur Tochtergemeinde von Gumpendorf und 1966 zur selbständigen Pfarrgemeinde. Mit Hilfe von Spenden konnten schließlich 1970–1972 die Kirche und das Gemeindezentrum errichtet werden. Der Gemeinde wurden auch benachbarte Gebiete im 23. Bezirk angeschlossen, wo im Wohnpark Alterlaa eine Predigtstation eingerichtet wurde.

## Baubeschreibung

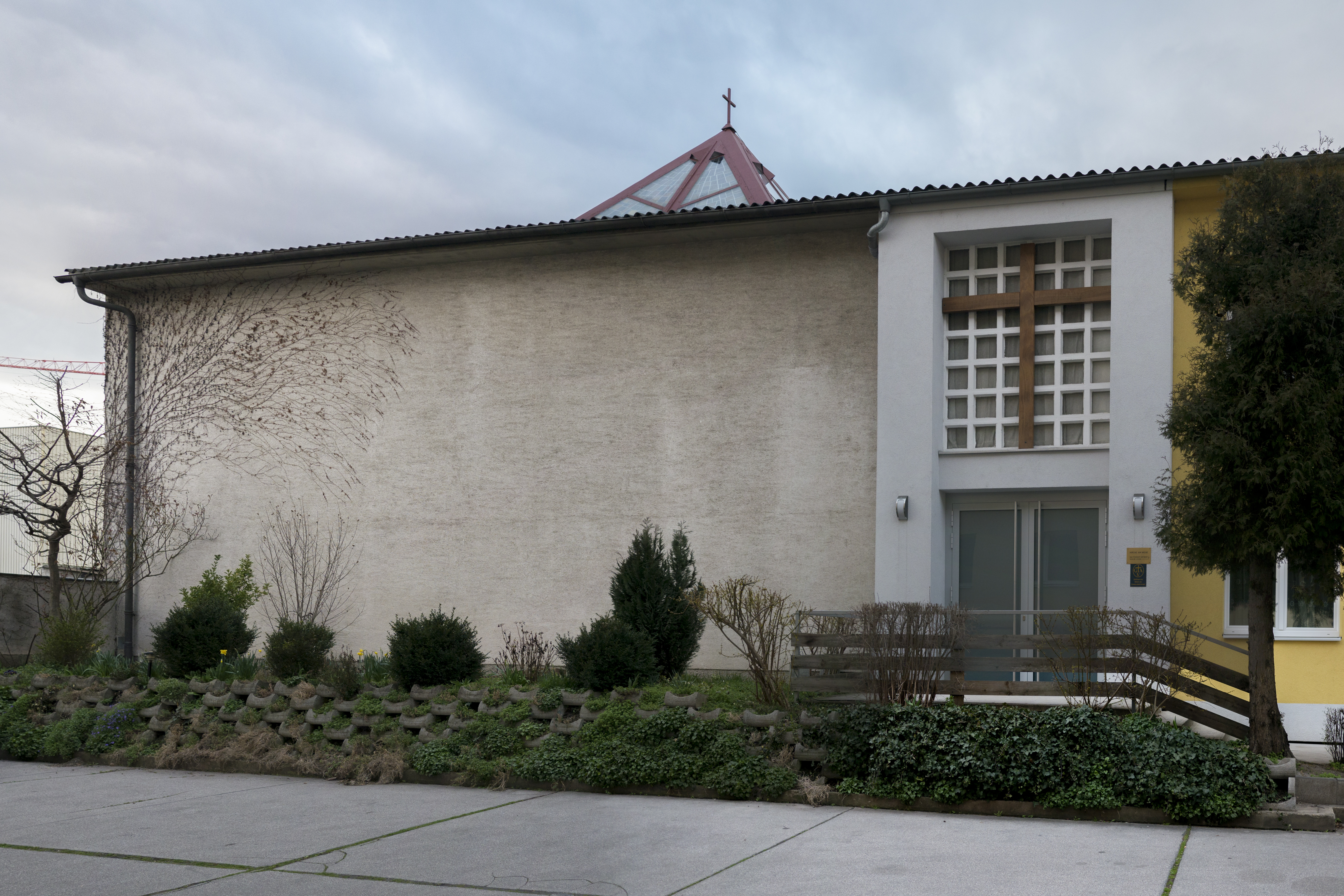
Außenansicht

Die Kirche befindet sich in der Biedermanngasse 11–13 und ist in ein Wohnhaus integriert. Von außen erkennt man zunächst nur an einem Kreuz bei der Toreinfahrt, dass sich im hinteren Trakt der Anlage eine Kirche verbirgt. Dort ist sie durch ein Holzkreuz und Glasfenster über dem Eingang kenntlich. Nach theologischen Vorgaben der Gemeinde – erwachsen aus der Gottesdienstgestaltung durch den damaligen Pfarrer Michael Meyer und den Gedanken des Presbyteriums – errichtete Rudolf Angelides einen schlichten Raum mit quadratischem Grundriss, der von einer Dachpyramide mit einer Spitze aus Glasfenstern gedeckt wird, die ebenfalls von außen über dem Gebäude zu erkennen ist. Der Altar befindet sich in der Raummitte und wird von drei Seiten von den Kirchenbänken umfasst. Der herausragendste Schmuck der Kirche ist die sogenannte Hetzendorfer Genesis, eine Reihe von 8 unterschiedlich großen Reliefs aus Aluminiumguss von Horst Aschermann, die zum Großteil die Szenen der Schöpfung darstellen.